# Бедренец камнеломка
Бедренец камнеломка, или Бе́дренец камнело́мковый (лат. Pimpinélla saxífraga), — многолетнее травянистое растение, типовой вид рода Бедренец (Pimpinella) семейства Зонтичные (Apiaceae).

## Ботаническое описание
Корневище многоглавое, корень веретеновидный, ветвистый, бурый, длиной до 20 см и шириной до 1,5 см, корневая шейка покрыта волокнистыми остатками отмерших листьев.
|                                                                                          |
|                                                                                          |
|                                                                                          |
|                                                                                          |
| Сверху вниз: Прикорневые листья. Верхние стеблевые листья. Соцветие. Семенные коробочки. |

Стебель высотой 15—80 см, прямостоячий, полый, округлый, тонко ребристый, плотный, при основании с розеткой прикорневых листьев, ветвистый, облиственный только в нижней части, вверху почти безлистный, вместе с листьями коротко опушённый или почти голый.
Листья перистые. Нижние, вместе с черешками, длиной 10—20 см, с яйцевидными или округло-яйцевидными, тупыми, крупно зубчатыми, коротко черешковыми или сидячими листочками, в числе трёх—пяти пар; конечный листочек часто трёхлопастной или трёхраздельный. Средние стеблевые листья немногочисленные с более глубоко рассечёнными на узкие доли листочками, при основании клиновидные, почти дважды перистые, сидячие на влагалищах. Верхние — с просто перистой или трёхраздельной мелкой пластинкой и ланцетовидными или почти линейными долями. Самые верхние листья с редуцированной пластинкой.
Зонтики с 6—21 тонкими голыми лучами, в поперечнике 5—8 см, щитковидные; обёртка и обёрточки отсутствуют. Зубцы чашечки в числе пяти, не выражены. Лепестки белые, редко розоватые, длиной около 1 мм, снаружи щетинисто-волосистые, на верхушке выемчатые, с долей, отогнутой внутрь. Тычинок пять.
Семена голые, коротко яйцевидные, длиной 2—2,5 мм, шириной 1—1,5 мм.
Цветение в июне — августе. Семена созревают в конце июля — начале августа, массовое созревание — в конце августа.

## Распространение и экология
Произрастает по всей Европе, в умеренном климате России и Азии. Включен в Ботанический атлас растений Ленинградской области.
Повсеместно встречается на лугах, в луговых степях, среди кустарников, на опушках, в разреженных лиственных и сосновых лесах, на холмах, сухих лугах, открытых травянистых склонах, по обочинам дорог и полей.
К почвам не требователен — растёт на бедных и легких почвах. Устойчив к засухе и морозам.

## Химический состав
Корни содержат эфирное масло, кумарины, пимпинеллин, умбеллиферон, зобергаптен, дубильные вещества, смолу, сахара, сапонины, пектины, фурокумарины, камедь. Эфирное масло золотисто-жёлтого цвета с неприятным запахом, в его составе установлено наличие саксазулена; содержание масла в корнях 0,02—0,7 %, в плодах — 1,6—3,0 %. В листьях во время цветения обнаружены каротин и аскорбиновая кислота (до 0,07 %). Запах слабый, невыразительный, вкус терпкий, слегка вяжущий и освежающий.
В сухом состоянии содержит: 8,5 % золы, 11,3 % протеина, 2,6 % жира, 32,0 % клетчатки, 45,6 % БЭВ.
Во время цветения содержит 71 мг% аскорбиновой кислоты.
Сухой корень имеет острый, раздражающий обоняние запах и горьковато-острый вкус.

## Значение и применение
Хорошо поедается на пастбищах крупным рогатым скотом. Овцы и верблюды поедают удовлетворительно. Овцы помимо листьев едят твёрдые листья. Поедание растения благоприятно действует на пищеварительную систему животных. У молочного скота повышаются удои молока.
Медонос, но даёт пчёлам незначительный сбор нектара.
Корень вместе с семенами пажитника иногда применяется в ветеринарии.
Молодые листья пригодны для приготовления салатов, супов, винегретов. Используется как приправа для улучшения вкуса пива и браги, как суррогат чая.
Употребление бедренца способствует лучшему отделению мокроты, улучшает пищеварение. Бедренец камнеломка является мочегонным средством.
Старинное лекарственное средство, сохраняющее своё значение в народной медицине и ныне. Применяются корни вместе с корневищами, собираемые осенью или ранней весной. В народной медицине используется при желудочных заболеваниях, а свежий сок корней — для выведения пятен на лице. Настойка или вытяжка корня применяется для полоскания горла, а внутрь как отхаркивающее средство. Раньше применялось как мочегонное при каменной болезни.
Бедренец камнеломка упоминается во всех травниках XVI века как лекарственное средство при эпидемии чумы и холеры. Применение корней описано в фармакопеях Норвегии, Швейцарии и других стран Западной Европы. Наличие сапонинов, эфирного масла и дубильных веществ является показанием к применению препаратов бедренца в качестве отхаркивающего, вяжущего, потогонного при простудных заболеваниях, катаре верхних дыхательных путей, бронхите, катаре кишечника. Корни в виде настойки или отвара употребляли в народной медицине — при подагре, бронхиальной астме, запоре (в виде спиртовой настойки), почечнокаменной болезни, в виде полоскания — при ангине, ларингите и скарлатине. Примочки из свежего сока корней применяли для выведения пигментных пятен на коже.

## Классификация

### Таксономия[12]
Pimpinella saxifraga L., 1753, Sp. Pl. : 163
Бедренец камнеломка входит в род Бедренец (Pimpinella) семейства Зонтичные (Apiaceae) порядка Зонтикоцветные  (Apiales). Кладограмма в соответствии с Системой APG IV:
|  |                                      |  |                                   |                                   |                     |  | ещё 6 семейств | ещё 6 семейств |                     |  |          |  | еще 155 подтвержденный и 65 в статусе "непроверенных" видов и инфравидовых таксонов | еще 155 подтвержденный и 65 в статусе "непроверенных" видов и инфравидовых таксонов |  |
|  |                                      |  |                                   |                                   |                     |  | ещё 6 семейств | ещё 6 семейств |                     |  |          |  | еще 155 подтвержденный и 65 в статусе "непроверенных" видов и инфравидовых таксонов | еще 155 подтвержденный и 65 в статусе "непроверенных" видов и инфравидовых таксонов |  |
|  |                                      |  |                                   | порядок Зонтикоцветные            |                     |  |                |                | род Бедренец        |  |          |  |                                                                                     |                                                                                     |  |
|  |                                      |  |                                   | порядок Зонтикоцветные            |                     |  |                |                | род Бедренец        |  | 1 подвид |  |                                                                                     |                                                                                     |  |
|  | отдел Цветковые, или Покрытосеменные |  |                                   |                                   | семейство Зонтичные |  |                |                | Бедренец камнеломка |  |          |  |                                                                                     |                                                                                     |  |
|  | отдел Цветковые, или Покрытосеменные |  |                                   |                                   |                     |  |                |                |                     |  |          |  |                                                                                     |                                                                                     |  |
|  |                                      |  | ещё 63 порядка цветковых растений | ещё 63 порядка цветковых растений |                     |  |                | ещё 447 родов  | ещё 447 родов       |  |          |  |                                                                                     |                                                                                     |  |
|  |                                      |  |                                   | ещё 63 порядка цветковых растений |                     |  |                |                | ещё 447 родов       |  |          |  |                                                                                     |                                                                                     |  |

### Инфравидовые таксоны
- Pimpinella saxifraga subsp. nigra  (Mill.) Tzvelev

### Синонимы
- Apium laconicum  Calest.
- Apium saxifragum  Calest.
- Apium tragoselinum  Crantz
- Carum alpinum  (Vest ex Schult.) Baill.
- Carum nigrum  Baill.
- Carum saxifraga  (L.) Baill. ]]
- Pimpinella acaulis  Krock.
- Pimpinella alpestris  Schult.
- Pimpinella asopii  Orph. ex Boiss.
- Pimpinella calvertii  Boiss.
- Pimpinella crispa  Hornem.
- Pimpinella dissecta  Retz.
- Pimpinella genevensis  Vill.
- Pimpinella hircina  Mill.
- Pimpinella laconica  Halácsy
- Pimpinella lucida  Schur
- Pimpinella ovata  Spreng.
- Pimpinella poteriifolia  Schur
- Pimpinella pratensis  Thuill.
- Pimpinella rotunda  Dulac
- Pimpinella rotundifolia  Scop.
- Pimpinella rupestris  Bory
- Pimpinella saxifraga f. nana  Druce
- Pimpinella saxifraga var. alpestris  Spreng.
- Pimpinella saxifraga var. nana  (Druce) P.D.Sell
- Pimpinella triloba  Hegetschw.
- Selinum pimpinella  E.H.L.Krause
- Tragoselinum hircinum  Moench
- Tragoselinum minus  Garsault
- Tragoselinum saxifragum  Moench